# 迪安·马丁
迪安·马丁（英語：Dean Martin，1917年6月7日—1995年12月25日），原名迪諾·保羅·克羅塞蒂（英語：Dino Paul Crocetti），是一位美国歌手、演员、笑星和电影制片人。
马丁以看似轻松的魅力和自恃被昵称为“酷王”。他是20世纪中期較为流行和持久的美国艺人之一。他和傑利·路易斯是合作伙伴，成为流行的喜剧团队“马丁和路易斯”。
1956年，兩人的合作關係不歡而散之後，馬丁開始演員的單獨職業生涯。他成為一名歌手，錄製了大量當代歌曲以及《Great American Songbook》中的標準歌曲。馬丁成為拉斯維加斯較受歡迎的歌手之一，他以連同其他藝術家弗蘭克·辛納屈和小山米·戴維斯的友誼而聞名，他們與其他幾人一起組成了鼠幫。
自1965年起，馬丁擔任電視綜藝節目《迪恩馬丁秀》的主持人，該節目主要展示馬丁的歌唱和喜劇天賦，並以他輕鬆、隨和的舉止為特點。從1974年到1984年，馬丁擔任《迪恩馬丁名人吐槽大會》的吐槽主持人，這是一檔廣受歡迎的節目，吸引了許多名人、喜劇演員和政客參加。在他的整個職業生涯中，馬丁曾在音樂會舞台、夜總會和錄音室演出，並出演了85部電影和電視劇，僅在美國就售出了1200萬張唱片，全球銷量超過5000萬張。馬丁較有名的歌曲包括《Ain't That a Kick in the Head?》、《Memories Are Made of This》、《That's Amore》、《Everybody Loves Somebody》、《You're Nobody till Somebody Loves You》、《Sway》, 和《Volare》。

## 早年生活
馬丁於1917年6月7日出生於俄亥俄州斯託本維爾，原名迪諾·保羅·克羅塞蒂，父親是意大利人加埃塔諾·阿方索·克羅塞蒂 (Gaetano Alfonso Crocetti，1894-1967)，母親是意大利裔美國人安吉拉·克羅塞蒂。加埃塔諾是一名理髮師，原籍佩斯卡拉蒙特西爾瓦諾，安吉拉於1897年12月18日出生於Fernwood, Ohio。安吉拉的父親多梅尼科·巴拉從貝加莫的莫納斯特羅洛移民過來。馬丁有一個哥哥古列爾莫「威廉」安東尼奧克羅塞蒂 (1916 - 1968)。 15歲時，馬丁自稱是「鉤針小子」。他在職業拳擊比賽中遭受了鼻樑骨折（後來被矯正）、嘴唇受傷、多處指關節骨折（因為買不起拳擊手手部纏裹用的膠帶）以及全身瘀傷。馬丁說，在他參加的十二場比賽中，他「除了11場以外全部獲勝」。有一段時間，他與桑尼·金合租了一套紐約公寓，桑尼金當時也剛開始涉足演藝圈，而且沒什麼錢。據報道，這兩名男子向人們收取費用，讓人們觀看他們在公寓裡赤手空拳的拳擊比賽，直到其中一人被擊倒。馬丁在一場業餘拳擊比賽的第一輪擊敗了金。馬丁放棄拳擊生涯，在一家煙草店後面的非法賭場當輪盤賭發牌人和荷官，他之前在那裡當過庫存管理員。同時，他也與當地樂團一起演唱，自稱「迪諾馬丁尼」（以大都會歌劇院男高音尼諾馬丁尼命名）。馬丁在為厄尼麥凱管弦樂團工作時獲得了機會。他的低吟風格受到米爾斯兄弟樂隊成員哈利·米爾斯和佩里·科莫的影響。1940年底，馬丁開始為克里夫蘭樂隊領隊薩米沃特金斯演唱。他建議他將名字改為迪恩·馬丁。他至少和沃特金斯在一起待到1943年5月。 1943年秋季，馬丁開始在紐約演出。他被徵召入伍美國。雖然他曾在第二次世界大戰期間入伍，但是14個月後因疝氣退役。
1941年10月，馬丁在克利夫蘭與伊麗莎白“貝蒂”安妮麥克唐納結婚，兩人在克利夫蘭高地擁有一套公寓一段時間。他們在1949年離婚前育有四個孩子。

## 事業

### 與傑瑞·劉易斯合作
雖然馬丁引起了米高梅和哥倫比亞影業公司的注意，但是並未與好萊塢簽訂合約。1944年8月，馬丁在紐約市貝爾蒙特廣場酒店遇到了喜劇演員傑瑞·劉易斯。據劉易斯說，兩人最初是在大廳裡見面，馬丁走近他並說：“嘿，我看了你的表演，你真是個有趣的孩子。”當時馬丁正在飯店著名的玻璃帽俱樂部演唱，兩人剛好是同一張唱片。馬丁和路易斯很快就建立了友誼，他們互相參與對方的表演並組建了一個音樂喜劇團隊。雖然1946年7月24日他們首次在新澤西州大西洋城的500俱樂部演出，但是沒有受到好評。老闆斯金尼·達馬托警告他們，如果他們在當晚的第二場演出中不能有更好的表現，他們就會被解僱。路易斯和馬丁擠在俱樂部後面的巷子裡，同意“孤注一擲”，他們的表演分為歌曲、短劇和即興表演。馬丁唱歌，而路易斯則扮成餐廳服務生，摔盤子，打亂馬丁的表演和俱樂部的禮儀，直到路易斯被馬丁趕出房間，並向他扔麵包卷。
他們表演鬧劇、講老笑話以及做任何他們想到的事情；觀眾大笑。這一成功促成了她在東海岸舉辦的一系列高薪演出，最終在紐約的科帕卡巴納舉行。表演內容是，當馬丁試圖唱歌時，劉易斯打斷並嘲弄他，兩人最終在舞台上互相追逐。兩人都表示，秘訣在於他們忽略觀眾，只為彼此表演。1948年6月20日，該隊在哥倫比亞廣播公司電視網的《埃德·沙利文秀》（當時稱為《城中盛宴》）首次播出時首次在電視上亮相，作曲家羅傑斯和漢默斯坦也出現在節目中。為了提高表演水平，兩人聘請了年輕的喜劇作家諾曼·利爾和艾德·西蒙斯來編寫表演片段。在李爾和西蒙斯的幫助下，兩人的表演範圍擴展到夜總會之外。
1949年，馬丁和劉易斯開始主持廣播系列節目《馬丁和劉易斯秀》，同年，馬丁和劉易斯與派拉蒙影業公司製片人哈爾·B·沃利斯簽約，擔任電影《我的朋友伊爾瑪》的喜劇替補。他們的經紀人艾比·格雷什勒談成了好萊塢較划算的交易之一：雖然他們與沃利斯合作的電影片酬一共只有75,000美元，但是馬丁和劉易斯每年可以自由地透過他們自己的約克製片公司聯合製作一套外部電影。
他們還控制著自己的俱樂部、唱片、廣播和電視節目，並透過這些工作賺取了數百萬美元。在《迪恩和我》中，路易斯稱馬丁是有史以來較偉大的喜劇天才之一。他們也是朋友，1949年馬丁再婚時，路易斯擔任伴郎。
然而，評論家的嚴厲批評，並對馬丁和劉易斯電影相似的失望（製片人哈爾沃利斯拒絕改變）導致馬丁不滿。他對工作不太熱心。
在馬丁和劉易斯拍攝長片《三環馬戲團》（1954年）期間，馬丁繼續堅持拍攝，當時馬丁、劉易斯和女演員謝莉諾斯的宣傳照登上了《展望》（美國雜誌）雜誌的封面。馬丁看到路易斯和諾斯的照片後感到震驚，但馬丁剪掉了照片。球隊的宣傳經理傑克凱勒記得馬丁走進片場時“手裡拿著一本《Look》雜誌，然後直接把它扔到我臉上，用他能想到的所有難聽的名字罵我。”劉易斯回憶說，馬丁“說他對扮演一個傀儡角色已經感到厭倦。一天早上，他晚了一個小時才到達片場，怒目而視。‘無論何時你想放棄，都只要告訴我就行。’” 馬丁對這種情況感到很懊惱：“我為什麼要準時來到？我沒有事情可做。”
後來，馬丁回想起拍攝《三環馬戲團》時的工作條件：“我完全感覺不到自己身處影片之中。影片放映了35分鐘，然後我才唱了一首歌。那首歌是一首老歌，《這是一個廣闊而美妙的世界》，我唱給動物聽。”
馬丁履行了合約並一直為劉易斯效力，直到1956年7月25日協議到期，距離第一次合作正好10年。

### 個人事業
馬丁的首部個人電影《一萬間臥室》（1957年）票房慘敗。儘管《Volare》在美國排名第15位，在英國排名第2位，也隨著搖滾樂的出現而令流行歌手的時代逐漸消退。馬丁想成為一名戲劇演員，不僅僅因出演鬧劇喜劇電影而出名。雖然馬丁只得到了以前片酬的一小部分來出演戰爭劇《年輕的雄獅》（1958年），但是他連馬龍·白蘭度和蒙哥馬利·克利夫特一起出演。
到了20世紀60年代中期，馬丁已經成為了電影、唱片、電視和夜總會明星。他在由霍華德·霍克斯執導、約翰·韋恩和歌手瑞奇·尼爾森主演的電影《赤膽屠龍》(1959年) 中飾演Dude。馬丁在1965年的《凱蒂·艾爾德的兒子》中再次與韋恩合作，飾演親兄弟。1960年，馬丁出演了朱迪·霍利迪舞台音樂喜劇《Bells Are Ringing》的電影版。他憑藉1960年電影喜劇《那位女士是誰？》但他繼續尋求戲劇角色，在1961年的《艾達》中扮演了一位南方政治家，並在1963年改編的緊張舞台劇《閣樓上的玩具》中擔任主演，與傑拉爾丁·佩吉聯合主演，以及1970年由伯特蘭卡斯特主演的劇情片《機場》也獲得了巨大的票房成功。
西納特拉和馬丁也合作拍攝了多部電影，包括犯罪片《十一羅漢》， 音樂劇《羅賓與七個小矮人》,以及西部喜劇片《軍士3》, 以及由鼠幫成員如小山米戴維斯、彼得勞福德和喬伊畢曉普主演的《4 for Texas》，以及一部浪漫喜劇《Marriage on the Rocks》。 馬丁也與雪莉麥克雷恩共同主演了多部電影，包括《Some Came Running》、《藝術家和模特兒》、《職業生涯》、《一夜之間的工作》和《What a Way to Go!》。在比利·懷爾德的喜劇《吻我吧，傻瓜》(1964年) 中，他與金·諾瓦克合作，扮演了拉斯維加斯歌手“迪諾”，這是對他自己風流人物形象的諷刺, 馬丁也嘲笑了他在20世紀60年代的間諜電影《馬特赫爾姆》中的形象， 他是該片的聯合製片人。在馬特·赫爾姆的第三部電影《伏擊者》（1967年）中，即將被處決的赫爾姆收到了最後一支香煙，並告訴香煙提供者，“我會在來世記住你”，並繼續說道，“我希望在斯託本維爾附近的某個地方”。
作為一名歌手，馬丁模仿了哈里·米爾斯（米爾斯兄弟組合成員）、平·克羅斯比和佩里·科莫的風格，直到形成自己的風格，並能與辛納屈和克羅斯比在二重唱中獨樹一幟。雖然馬丁和西納特拉一樣不懂樂譜，但是他錄製了35張錄音室專輯和550多首歌曲。1964年，他的標誌曲調《Everybody Loves Somebody》將披頭四的《A Hard Day's Night》擠下了美國排行榜第一名。接下來是《心門依然敞開》，這張專輯在當年的排行榜上排名第六。據稱，貓王曾是馬丁的粉絲，並模仿馬丁的風格演唱了《Love Me Tender》。馬丁和貓王一樣，也受到了鄉村音樂的影響。到了1965年，馬丁的一些專輯，例如《Dean "Tex" Martin Rides Again》、《Houston》、《Welcome to My World》和《Gentle Johnny My Minds》，由約翰尼·卡什、梅尔·哈格德和Buck Owens等藝術家創作的鄉村和西部歌曲組成。馬丁在他的電視節目中接待了鄉村音樂表演者，並於1966年被鄉村音樂協會評為“年度人物” 他錄音生涯的最後一張專輯是1983年的《納什維爾會議》 。
馬丁身著燕尾服的拉斯維加斯藝人的形像一直縈繞在人們心頭。馬丁在《十一羅漢》中演唱的歌曲《Ain't That a Kick in the Head?》當時沒有成為熱門歌曲，但在媒體和流行文化中卻重新受到關注，並成為他在二十年來在媒體上播放最頻繁的歌曲。三十年來，馬丁一直是拉斯維加斯山谷較受歡迎的演員之一，他在這裡唱歌，也是一名喜劇演員，與劉易斯一起演喜劇的十年讓他受益匪淺。馬丁的女兒蓋爾也在拉斯維加斯和許多電視節目上演唱，其中包括他的節目，並共同主持了他在NBC的夏季替代系列節目。女兒迪安娜·馬丁繼續表演，小兒子里奇·馬丁也一直表演，直到2016年8月去世。長子克雷格是馬丁電視節目的製片人，女兒克勞迪婭則是《For Those Who Think Young》等電影的演員。 雖然人們認為馬丁生活在放蕩，但是他還花了很多時間陪伴家人。正如第二任妻子珍妮在兩人離婚前所說的那樣，“他每天晚上都回家吃飯。”

### 鼠幫樂團時期
隨著馬丁的獨唱事業不斷發展，他和法蘭克辛納屈也成為了朋友。20世紀1950年代末到60年代初，馬丁和辛納屈與朋友喬伊·畢曉普、彼得·勞福德和小山米·戴維斯一起組建了“鼠幫”，該團體的名稱取自他們早期的社交好友團體“洛杉磯霍姆比山鼠幫”，該團體以漢弗萊·鮑嘉和勞倫·白考爾為中心，稱辛納-6-100名氏族團體是“自納-威”從來不稱自己為“鼠幫”，儘管在大眾的想像中，“鼠幫”一直是他們的身份）。這些人一起拍電影，成為好萊塢社交圈的一部分，並在政治上具有影響力（透過勞福德與約翰·F·甘迺迪總統的妹妹帕特里夏·甘迺迪的婚姻）。
鼠幫樂團以在拉斯維加斯大道的表演而聞名。例如，金沙酒店和賭場 (Sands Hotel and Casino) 的招牌上可能會寫著「DEAN MARTIN——也許是 FRANK——也許是 SAMMY」。他們的出現很有價值，因為這座城市將會湧入大量富有的賭徒。他們的表演（總是穿著燕尾服）包括各自演唱個人歌曲、二重唱和三唱，以及看似即興的鬧劇和閒聊。在社會氣氛濃厚的20世紀60年代，他們的笑話都圍繞著成人主題，例如辛納屈的玩弄女人、馬丁的酗酒，以及戴維斯的種族和宗教。辛納屈和馬丁支持民權運動，拒絕在不允許美國黑人或猶太演員表演的俱樂部表演。鼠幫死後又重新受到人們的喜愛，並啟發喬治克隆尼和布萊德彼特創作了《羅漢三部曲》。

### The Dean Martin Show
1965年，馬丁推出了每周播出的NBC喜劇綜藝系列《迪恩·馬丁秀》，該劇一直播出到 1974年，共播出了264集。1966年，他獲得了金球獎最佳音樂劇或喜劇類電視劇男主角獎，並在接下來的三年裡再次獲得提名。該節目充分利用了他無憂無慮的酒鬼形象。馬丁在他的節目《吐槽》中，充分利用了他半醉歌手悠閒的形象，不恰當地騷擾女性，並對其他名人發表尖刻卻含糊不清的言論。在 1983 年播出的英國電視紀錄片《美酒、女人和歌曲》的採訪中，馬丁半開玩笑地表示，他讓某人將這些歌曲錄在磁帶上，以便他可以聽。馬丁的電視節目非常成功。該節目形式鬆散，以馬丁和他的每週嘉賓的敏捷的即興表演為特色。這引發了馬丁和 NBC 審查人員之間的爭鬥，審查人員堅持對內容進行更嚴格的審查。後來，他因即興使用意大利語粗俗短語而與全國廣播公司 (NBC) 產生糾紛，這引起了講意大利語的觀眾抱怨。該節目經常進入前十名。馬丁非常欣賞該節目的製作人，他的朋友格雷格·加里森，於是與這位20世紀50年代的先驅電視製作人達成了一項握手協議，將該節目的一半內容給予加里森。然而，該所有權的成效是NBCUniversal提起的訴訟主題。
雖然馬丁以酒鬼著稱（他的車牌上寫著「DRUNKY」），但是他飲酒習慣相當自律。馬丁總是第一個結束一天的行程，當他不巡迴或去拍電影時，他喜歡回家探望家人。
一旦經濟寬裕，馬丁就開始減少行程。他的綜藝節目最後一季（1973-1974年）被改組為名人吐槽大會，要求的參與度較低。在這次吐槽會上，馬丁和他的朋友嘲笑了許多流行娛樂、運動和政治人物。 節目取消後，NBC 繼續在1984年播出《迪恩馬丁名人吐槽會》作為一系列電視特別節目。

### 後期事業
1976年9月，馬丁還在其合作夥伴的勞動節募捐活動中與劉易斯公開和解，所得款項將捐贈給肌肉萎縮症協會。 辛納屈將馬丁帶上舞台，這讓劉易斯大吃一驚，當兩人擁抱時，觀眾起立鼓掌，電話鈴響了，這也成為該捐活動迄今為止最賺錢的一年。路易斯後來表示，這次活動是他一生中較難忘的三件事之一。路易斯打趣道：“那麼，你在工作嗎？”馬丁裝作喝醉的樣子回答說，他「出現在 Meggum（即米高梅大飯店）」。這件事，加上十多年後馬丁的兒子迪恩·保羅·馬丁的去世，使得兩人走到了一起。即使他們一直保持著默契的友誼，也只在1989年馬丁72歲生日那天再次演出過一次。
馬丁短暫重返電影界，出演了眾星雲集、飽受批評卻商業上成功的《砲彈飛車》及其續集《砲彈飛車2》。他還創作了一首小熱門單曲“Since I Met You Baby”，並製作了他的第一部音樂視頻，該視頻出現在MTV上，由馬丁最小的兒子里奇創作。1987年3月21日，馬丁的兒子、演員迪恩·保羅·馬丁 (原名迪恩·保羅·馬丁，20世紀60年代“teenybopper”搖滾樂隊 Dino, Desi & Billy的成員) 駕駛的F-4幻影II噴氣式戰鬥機在加州空軍國民警衛隊飛行時墜毀身亡。兒子的死令馬丁悲痛不已，心情和士氣低落。劉易斯在2005年的一次舞台採訪中表示，兒子死後馬丁就成了一個隱居的酒鬼。 雖然後來馬丁為了能夠康復而於1988年與戴維斯和辛納屈一同舉行一次巡迴演出，但是這次巡迴演出沒有成功。

## 個人生活
馬丁經歷過三次結婚。1941年，他與賓夕法尼亞州雷德利公園的伊麗莎白·安妮“貝蒂”·麥克唐納 (Elizabeth Anne “Betty” McDonald，1922年7月14日 - 1989年7月11日) 結婚。這對夫婦有四個孩子：
- 克雷格·馬丁（生於1942年）。
- 克勞蒂亞·馬丁（1944年3月16日 - 2001年2月16日）。
- 蓋爾·馬丁（生於1945年）。
- Deana Martin（生於1948年）。

馬丁隨後與多蘿西·吉恩“珍妮”·比格爾 (1927年3月27日 - 2016年8月24日) 結婚，後者是前橘子碗女王，來自佛羅裡達州科勒爾蓋布爾斯。他們的婚姻持續了24年（1949年 -1973 年）並育有三個孩子：
- Dean Paul Martin（1951年11月17日 - 1987年3月21日）。
- 里奇·馬丁（1953年9月20日 - 2016年8月3日）。[63]
- 吉娜·馬丁（生於1956年）。

在第二次婚姻破裂後不到一個月，55歲的馬丁於1973年4月25日與26歲的凱瑟琳·霍恩結婚。霍恩曾在貝弗利山莊時尚的Gene Shacove美髮沙龍擔任接待員。 他們於1976年11月10日離婚。他也曾與美國世界小姐蓋爾·倫肖在1969年短暫訂婚。
雖然馬丁和霍恩沒有親生孩子，但是馬丁收養了霍恩的女兒薩沙。 馬丁和霍恩離婚後，馬丁與模特兒兼老朋友帕特里夏希恩有過一段短暫的戀情。
馬丁的叔叔是倫納德·巴爾，他曾出演過馬丁的幾場演出。1960 年代和 1970 年代初，馬丁住在洛杉磯貝萊爾的Copa De Oro路363號；1976年6月，以50萬美元的價格將其賣給了湯姆瓊斯。
馬丁的女婿是海灘男孩的卡爾·威爾遜，他娶了馬丁的女兒吉娜。 花式溜冰選手多蘿西·哈米爾和女演員奧利維亞·赫西在與馬丁的兒子迪恩·保羅·馬丁結婚期間，曾擔任他的兒媳。 馬丁的長子克雷格與盧·科斯特洛的女兒卡羅爾 (1938年 - 1987年) 結婚，直至卡羅爾48歲時因中風去世。
迪恩馬丁在加州文圖拉縣千橡市的隱谷牧場飼養安達盧西亞馬。
20世紀40年代末，馬丁自願為伯格森集團籌集資金。
儘管馬丁是共和黨人，他還是在1964年支持民主黨候選人林登·約翰遜。

### 疾病和死亡
馬丁一生都是重度吸煙者，1993年9月在西達西奈醫學中心被診斷出患有肺癌。馬丁於1995年初退出公眾生活，並於1995年聖誕節當天因肺氣腫導致的急性呼吸衰竭在比佛利山莊的家中去世，終年78歲。拉斯維加斯大道的燈光暗下來紀念他。馬丁被安葬在洛杉磯的威斯特伍德村紀念公園公墓。 墓穴中刻有墓誌銘“Everybody loves someone sometime”，這是他的標誌歌曲第一句歌詞。

## 致敬與遺產
1997年，穿過斯託本維爾的俄亥俄州7號公路被重新命名為迪恩·馬丁大道。路標上畫著阿爾·赫希菲爾德繪製的馬丁肖像漫畫，在7號公路和北四街交匯處的涼亭公園內，還豎立了一塊歷史標記，上面有一張小圖片和簡短的傳記。
迪恩馬丁家鄉節每年六月的一個長週末在斯託本維爾舉行。自2024年起，在迪恩馬丁協會的領導下，許多具有義大利血統的模仿者、朋友和家人以及藝人都會出現。
2005年，內華達州克拉克縣將工業道路的一部分更名為迪恩馬丁大道。2008年，加州蘭喬米拉日市建造了一條同名的街道。
2004年，馬丁的家人因他最暢銷的專輯《迪諾：迪恩馬丁精選集》獲得了金唱片認證，該專輯還進入了 iTunes排行榜前10名，2006年該專輯獲得“白金”認證。
在德克薩斯州聖安東尼奧有一條街道以馬丁的名字命名。

截至2006年12月23日的一周，迪恩馬丁和瑪蒂娜麥克布萊德二重唱的《Baby, It’s Cold Outside》在 R&R AC 排行榜上排名第七。該歌曲還在 R&R 鄉村音樂排行榜上排名第36位——馬丁上次歌曲在排行榜上排名如此之高是在 1965 年，當時歌曲《I Will》在流行音樂排行榜上排名第 10 位。 2007 年，Capitol/EMI 發行了一張二重唱專輯《Forever Cool》。 1964年，他的足跡在格勞曼中國劇院永遠留存。第二間錄音室位於 1617 Vine；第三棟大樓位於好萊塢大道 6651 號，用於播放電視節目。 2009年2月，馬丁被追授「葛萊美終身成就獎」。他的四個倖存的孩子蓋爾、迪安娜、里奇和吉娜代他接受了它。 2010 年，馬丁在加拿大安大略省多倫多的義大利星光大道上被追授一顆星。

## 扩展阅读
- Arthur Marx. . New York, NY: Hawthorn Books. 1974. ISBN 978-0-8015-2430-1.
- Lewis, Jerry; James Kaplan. . New York: Doubleday. 2005. ISBN 0-7679-2086-4.
- Smith, John L. . New York: Barricade Books. 1998. ISBN 1-56980-126-6.
- Tosches, Nick.  1st. New York: Delta Trade Paperbacks. 1992. ISBN 0-385-33429-X.